# Коломб
Коломб (на френски: Colombes) е град във Франция. Населението му е 85 368 жители (по данни от 1 януари 2016 г.), а площта 7,81 кв. км. Намира се на 10,60 км от центъра на Париж. В града има стадион (Стад Ив дю Маноа) с капацитет за 7000 зрители, на който е проведено откриването на Летните олимпийски игри през 1924. На него се играят футболни и ръгби мачове, а местните отбори са съответно „Расинг“ (играещ във II аматьорска дивизия на Франция) и „Расинг Метро 92“, който е един от 14-те състезаващи се тима във френската лига, известна като Топ 14.